# Klocksolbi
Klocksolbi (Dufourea inermis) är en biart som först beskrevs av Nylander 1848. Den ingår i släktet solbin och familjen vägbin. Inga underarter finns listade i Catalogue of Life.

## Beskrivning
Klocksolbiet har svart grundfärg och runt, brett huvud. Behåringen är påtagligt gles, och arten saknar några kännetecken som är kopplade till pälsfärg eller -teckning. Honan kan kännas igen på bakkroppens täta punktmönster samt bakbenens kraftigare behåring som används till polleninsamling, och hanen på sternit 5, som har utdragna, spetsiga hörn. Biet är ett helt litet bi, med en kroppslängd mellan 7 och 8 mm.

## Ekologi
Habitatet utgörs av öppna marker som stäpper och liknande. Arten, som flyger i juli och augusti, hämtar i hög grad pollen och nektar från blåklockor, framför allt liten blåklocka och nässelklocka. Den är solitär, och boet grävs ut i solbelyst sandjord med liten eller ingen växtlighet, gärna i backig terräng. Det förekommer att boet parasiteras av pärlbi, vars larv lever av den insamlade näringen (pollen), efter det att värdägget ätits upp eller värdlarven dödats.

## Utbredning
Arten förekommer sällsynt och fragmenterat i Europa från Pyreneerna till Skandinavien och vidare österut till Ryssland, Kaukasus, Armenien, Sibirien och Kina. I Sverige finns den i spridda förekomster i Skåne, Halland, Blekinge och på Öland. Den har tidigare även påträffats i Småland (senast 1927) och Gotland (senast 1936), men betraktas idag som lokalt utdöda där. I Finland finns den i sydöstra delarna av landet, huvudsakligen i landskapet Södra Karelen, med det nordligaste fyndet i Rantasalmi i landskapet Södra Savolax (62° N).

## Bevarandestatus
Klocksolbiet går tillbaka i större delen av sitt utbredningsområde, globalt är den rödlistad som nära hotad ("NT"), och orsaken är framför allt ökad gödsling, som missgynnar värdväxterna. Hårt betestryck kan också spela en roll. Både i Sverige och Finland är arten rödlistad som starkt hotad ("EN").